# Sofía de Sajonia-Weissenfels (1684-1752)
Sofía de Sajonia-Weissenfels (en alemán, Sophia von Sachsen-Weißenfels; Weissenfels, 2 de agosto de 1684-Rosswald, 6 de mayo de 1752) fue una noble alemana y mecenas de la cultura. Fue margravina de Brandeburgo-Bayreuth por matrimonio con Jorge Guillermo de Brandeburgo-Bayreuth.

## Biografía
Sofía era una hija del duque Juan Adolfo I de Sajonia-Weissenfels (1649-1697) con su primera esposa, Juana Magdalena (1656-1686), hija del duque Federico Guillermo II de Sajonia-Altemburgo. Esto la convertía en princesa de Sajonia-Weissenfels y miembro de la línea albertina de la Casa de Wettin.
En Leipzig el 16 de octubre de 1699, Sofía contrajo matrimonio con Jorge Guillermo, margrave de Brandeburgo-Bayreuth (1678-1726), a quien había conocido durante la Feria de Leipzig ese mismo año. Se convirtió en margravina de Brandeburgo-Bayreuth. Pronto después, su marido creó su propia corte, dándole la oportunidad de construir el castillo de Erlangen.
Sofía tuvo una considerable influencia en la vida cultural de Bayreuth, la cual fue descrita como la mejor ciudad del singspiel en Alemania. Sofía trajo su amor por la ópera alemana a Weissenfels, convirtiéndolo en el único teatro que brindaba exclusivamente óperas en alemán. Sin embargo, sus gastos en las festividades y la cultura aumentaron la deuda del estado. En 1705, empezó la construcción de una iglesia nueva en el distrito de St. Georgen de la ciudad de Bayreuth- estaba dedicada a Hagia Sofía en honor a la margravina. Sofía fue descrita como superficial, y su matrimonio resultó ser infeliz. Su amorío con un barón sueco enfadó tanto a Jorge Guillermo que este atacó al barón con un palo cuando estaban cenando y envió a su esposa al castillo de Plassenburg.
Tras de la muerte de su marido, Sofía se mudó al castillo de Erlangen, donde viviría por ocho años. Ella volvió a casarse el 14 de julio de 1734 con Alberto José, conde de Hodice y Wolframitz (1706-1778), veintidós años menor que ella, convirtiéndola en reichsgräfin (condesa imperial) de Hodice y Wolframitz. Para casarse con él, Sofía se convirtió al catolicismo y, como resultado, se le concedió una pensión anual de parte del tribunal imperial en Viena. Después de su muerte en 1752, Sofía fue cremada - esta fue la primera cremación en un país germanoparlante desde su ocurrencia en lugares no cristianos del Imperio alemán en el siglo XIII.

## Descendencia
Por su primer matrimonio con Jorge Guillermo, tuvo cinco hijos:
- Cristiana Sofía Guillermina (1701-1749).
- Eberardina Isabel (1706-1709).
- Cristián Guillermo (fallecido en 1706).
- Federico Cristián Guillermo (fallecido en 1709).
- Francisco Adolfo Guillermo (fallecido en 1709).